# Реж (станция)
Реж — железнодорожная станция Свердловской железной дороги, находится на участке Екатеринбург – Егоршино Устье-Ахинского хода. Железнодорожный вокзал города Режа. Входит в Екатеринбургский центр организации работы железнодорожных станций ДЦС-2 Свердловской дирекции управления движением. По характеру работы является промежуточной, по объёму работы отнесена к 3 классу.
Здание вокзала, совмещено с автостанцией Реж. Имеются две низкие пассажирские платформы: одна боковая у 3-го станционного пути, ближайшего к зданию вокзала, одна островная между I (главным) и 3-м станционным путями.
В нечётной горловине станции к 3 пути примыкают подъездные пути необщего пользования: Режевского никелевого завода (АО «ПО «Режникель»), карьера «Сафьяновская медь» (филиала ПАО «Уралэлектромедь»), Режевского хлебоприёмного пункта.

## Пассажирское сообщение
На станции останавливаются пригородные поезда, курсирующие на участке Екатеринбург – Егоршино. Кроме того, имеет остановку пассажирский поезд 609/610 Екатеринбург – Устье-Аха.

## Дальнее сообщение
| № поезда | Маршрут движения         | № поезда | Маршрут движения         |
| -------- | ------------------------ | -------- | ------------------------ |
| 609      | Устье-Аха — Екатеринбург | 610      | Екатеринбург — Устье-Аха |